# Polarisation der Aufmerksamkeit
Polarisation der Aufmerksamkeit (auch: Montessori-Phänomen) ist ein Begriff aus der Pädagogik, der von Maria Montessori eingeführt wurde. Sie zeigt sich durch die selbstvergessene, spielerisch explorative Tätigkeit des Kindes mit didaktischen Materialien, Farben und Formen etc.

## Beschreibung
Ein Kind sollte nach Montessori in so einem Zustand nicht gestört werden, da wichtige Prozesse des Lernens ablaufen. Kinder ordnen ihre kognitive Struktur in der Phase der Polarisation der Aufmerksamkeit neu: Nachdem sie über längere Phasen Eindrücke gesammelt haben, die unstrukturiert gespeichert wurden, bildet sich eine Struktur dieser Eindrücke.
Zum Beispiel kann ein Kind in seiner Umgebung verschieden große Körper wahrnehmen. Die Arbeit mit den Dimensionsmaterialen kann dazu führen, dass das Kind die Größe als Eigenschaft von Körpern erfasst.
Eine Polarisation der Aufmerksamkeit kann beispielsweise bei Kindern beobachtet werden, die, ganz in ihrem Tun versunken, Bauklötze mit einfachen geometrischen Formen (Dreieck, Kreis, Quadrat u. ä.) durch passende Löcher in den Deckel einer Spielkiste stecken oder Wasser von einem Gefäß in ein anderes umgießen. Jedes Kind ist auf den Bereich polarisiert, der es gerade am meisten interessiert, und kann sich dabei für erstaunlich lange Zeit völlig von seiner Umwelt abschotten. Montessori geht davon aus, dass es sensible Phasen in der Entwicklung eines Kindes gibt, in denen sich das Kind besonders für bestimmte Bereiche interessiert. Vergleichbare Versunkenheit findet sich auch bei Erwachsenen, besonders deutlich beim Lesen von Büchern, beim Lösen abstrakter Problemstellungen (Mathematik, Schach), aber auch bei gärtnerischen, handwerklichen und allgemein gestalterischen Tätigkeiten.
Nach diesem Begriff haben andere Konzepte entwickelt, so Kurt Hahn die Erlebnispädagogik, Mihály Csíkszentmihályi das Konzept des Flow und Abraham Maslow mit „peak experience“.

## Phasen der Polarisation

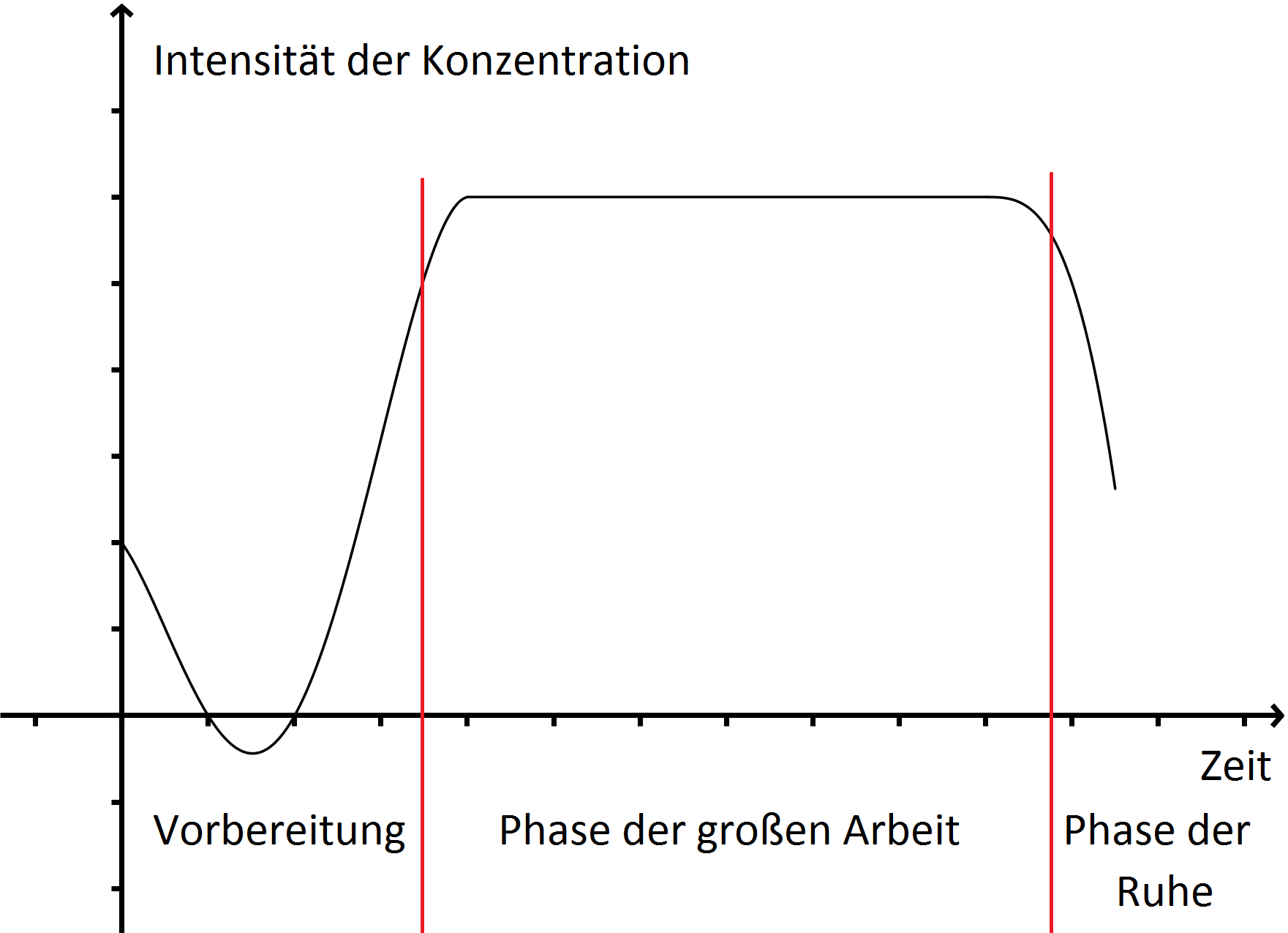
Phasen bei der Polarisation der Aufmerksamkeit

Die Polarisation der Aufmerksamkeit vollzieht sich nach Montessori in drei Phasen: der Vorbereitung, der Phase der großen Arbeit und der Phase der Ruhe.

### Vorbereitung
Das Kind muss zunächst aus verschiedenen möglichen Tätigkeiten eine wählen. Nach der Entscheidung nimmt die Konzentration auf diese Tätigkeit zu, wodurch sich das Kind auch an diese Tätigkeit bindet.

### Phase der großen Arbeit
In dieser Phase kommt es zur eigentlichen Polarisation. Das Kind erreicht hier die höchste Konzentration. Diese Phase kann bis zu 90 Minuten lang andauern.

### Phase der Ruhe
Das Kind löst sich wieder von seiner Tätigkeit und die Konzentration lässt nach. Es zeigt ein erhöhtes Interesse an der Außenwelt. Eventuell hat es das Bedürfnis seine Erfahrungen mitzuteilen.